# Adventure Island II
Adventure Island II (jap.: 高橋名人の冒険島II, Hepburn: Takahashi Meijin no Bōken Jima Tsū) ist ein Jump ’n’ Run, das von Hudson Soft für Nintendo Entertainment System und Game Boy veröffentlicht wurde.

## Spielprinzip
Das Spielprinzip ist das gleiche wie im Vorgänger, wobei die wichtigste neue Funktion das Hinzufügen eines Inventarsystems ist. Eine Änderung gegenüber dem Vorgänger ist, dass das Checkpoint-System in den Levels nicht mehr gibt. In jedem Level gibt es einen Bossgegner. Eine weitere Neuerung ist, dass der Spieler in jeden Level ein Dinosaurier-Freund wählen kann. Es gibt vier Arten von Dinosaurierfreunden, auf denen Higgins reiten kann. Diese tierischen Freunde können auch alternativ beschworen werden, wenn der Spieler eine Spielkartenfarbe sammelt, die in einem Ei versteckt ist.

## Rezeption
Skyler Miller von Allgame lobte das Spiel gegenüber dem Vorgänger, insbesondere seine verbesserte Grafik, einen Kartenbildschirm und vor allem vier Dinosaurier-Kumpels, auf denen Meister Higgins reiten kann, da jeder seine eigene Spezialfähigkeit besitzt.